# Open britannique féminin
L'Open féminin (Women's Open en anglais) dit Open britannique féminin (Women's British Open) est l'un des cinq tournois majeurs qui composent le Grand Chelem dans le golf professionnel féminin du circuit de la Ladies Professional Golf Association (LPGA) aux côtés du Championnat Chevron, l'Open américain, du Championnat de la LPGA et du Championnat Evian. Il se déroule annuellement au Royaume-Uni.
Créé en 1976 pour ouvrir aux professionnelles le golf, le tournoi connaît de nombreuses difficultés dans sa mise en place et sa rentabilité les premières années, inscrit uniquement au Ladies European Tour jusqu'en 1994 et sa date d'incorporation au circuit LPGA, le tournoi prend sa dimension actuelle lors de sa reconnaissance en tournoi majeur en 2001.
Karrie Webb et Sherri Steinhauer détiennent le record de victoires sur ce tournoi avec trois éditions remportées. 

## Palmarès
| Année                                                                                                   | Vainqueur                | Score     | Dotation    |
| --- | ------------------------ | --------- | ----------- |
| 1976 | Jenny Lee Smith am.      | 299       | 500 £       |
| 1977 | Vivien Saunders          | 306       | 500 £       |
| 1978 | Janet Melville am.       | 310       |             |
| Depuis 1979, l'Open féminin est programmé uniquement au calendrier de la Ladies European Tour           |                          |           |             |
| 1979 | Alison Sheard            | 301       | 10 000 £    |
| 1980 | Debbie Massey            | 294       | 15 000 £    |
| 1981 | Debbie Massey (2)        | 295       | 19 000 £    |
| 1982 | Marta Figueras-Dotti am. | 296       | 23 000 £    |
| 1983 : Non disputé                                                                                      |                          |           |             |
| 1984 | Ayako Okamoto            | 289       | 160 000 £   |
| 1985 | Betsy King               | 300       | 60 000 £    |
| 1986 | Laura Davies             | 283       | 60 000 £    |
| 1987 | Alison Nicholas          | 296       | 100 000 £   |
| 1988 | Corinne Dibnah           | 295       | 100 000 £   |
| 1989 | Jane Geddes              | 274       | 120 000 £   |
| 1990 | Helen Alfredsson         | 288       | 130 000 £   |
| 1991 | Penny Grice-Whittaker    | 284       | 150 000 £   |
| 1992 | Patty Sheehan            | 207       | 300000 £    |
| 1993 | Karen Lunn               | 275       | 300000 £    |
| De 1994 à 2000, l'Open féminin est programmé au circuit LPGA mais sans le statut de « tournoi majeur ». |                          |           |             |
| 1994 | Liselotte Neumann        | 280 (−8)  | 500 000 $   |
| 1995 | Karrie Webb              | 278 (−10) | 600 000 $   |
| 1996 | Emilee Klein             | 277 (−11) | 850 000 $   |
| 1997 | Karrie Webb (2)          | 269 (−19) | 900 000 $   |
| 1998 | Sherri Steinhauer        | 292 (+4)  | 1 000 000 $ |
| 1999 | Sherri Steinhauer (2)    | 283 (−5)  | 1 000 000 $ |
| 2000 | Sophie Gustafson         | 282 (−6)  | 1 250 000 $ |
| Depuis 2001, l'Open féminin a le statut de « tournoi majeur » au circuit LPGA                           |                          |           |             |
| 2001 | Se Ri Pak                | 277 (−11) | 1 500 000 $ |
| 2002 | Karrie Webb (3)          | 273 (−15) | 1 500 000 $ |
| 2003 | Annika Sörenstam         | 278 (−10) | 1 600 000 $ |
| 2004 | Karen Stupples           | 269 (−19) | 1 600 000 $ |
| 2005 | Jeong Jang               | 272 (−16) | 1 800 000 $ |
| 2006 | Sherri Steinhauer (3)    | 281 (−7)  | 1 800 000 $ |
| 2007 | Lorena Ochoa             | 287 (−5)  | 2 000 000 $ |
| 2008 | Ji-Yai Shin              | 270 (−18) | 2 100 000 $ |
| 2009 | Catriona Matthew         | 285 (−3)  | 2 200 000 $ |
| 2010 | Yani Tseng               | 277 (−11) | 2 500 000 $ |
| 2011 | Yani Tseng (2)           | 272 (−16) | 2 500 000 $ |
| 2012 | Ji-Yai Shin (2)          | 279 (−9)  | 2 750 000 $ |
| 2013 | Stacy Lewis              | 280 (−8)  | 2 750 000 $ |
| 2014 | Melissa Martin           | 287 (−1)  | 3 000 000 $ |
| 2015 | Inbee Park               | 276 (−12) | 3 000 000 $ |
| 2016 | Ariya Jutanugarn         | 272 (−16) | 3 000 000 $ |
| 2017 | Kim In-kyung             | 270 (−18) | 3 250 000 $ |
| 2018 | Georgia Hall             | 271 (−17) | 3 250 000 $ |
| 2019 | Hinako Shibuno           | 270 (−18) | 4 500 000 $ |
| 2020 | Sophia Popov             | 277 (−7)  | 4 500 000 $ |
| 2021 | Anna Nordqvist           | 276 (−12) | 5 800 000 $ |
| 2022 | Ashleigh Buhai           | 274 (−10) | 7 300 000 $ |
| 2023 | Lilia Vu                 | 274 (−14) | 9 000 000 $ |
| 2024 | Lydia Ko                 | 281 (−7)  | 9 000 000 $ |
| 2025 | Miyū Yamashita           | 277 (-11) | 9 750 000 $ |
| 2026 |                          |           |             |

am. : amateur